# Polprevodniški laser
Pólprevódniški láser (tudi diódni láser ali láserska dióda) je laser, pri katerem je ojačevalno sredstvo polprevodnik. Po delovanju je zelo podoben svetleči diodi, vendar oddajanje svetlobe pri svetleči diodi temelji na spontanem sevanju, pri laserski diodi pa na stimuliranem sevanju. Zato oddaja laserska dioda koherentno lasersko svetlobo. Izbira materiala določa barvo izsevane svetlobe. Najpogostejše svetijo laserske diode v infrardečem območju, poznamo pa tudi take, ki oddajajo vidno ali ultravijolično svetlobo.

## Zgodovina
Načelo delovanja polprevodniških laserjev je leta 1957 predlagal ruski fizik Nikolaj Genadijevič Basov. Prvi, ki mu je uspelo izdelati diodni laser, je bil ameriški inženir in fizik Robert N. Hall leta 1962. Istega leta so naredili tudi prvi diodni laser, ki je seval svetlobo v vidnem območju. Izdelal ga je ameriški fizik, elektrotehnik in izumitelj Nick Holonyak mlajši, ki je med drugim izdelal tudi prvo svetlečo diodo (LED).
Prvi polprevodniški laserji so bili sunkovni laserji in so delovali le pri nizkih temperaturah. Za nadaljnji razvoj sta zaslužna predvsem Herbert Kroemer in Žores Ivanovič Alfjorov, ki sta predlagala izdelavo laserske diode s heterostrukturo. V tem primeru je dioda sestavljena iz tankih plasti polprevodnikov z različno širino prepovedanega pasu in različnim lomnim količnikom. Prvič so laser z dvojno heterostrukturo predstavili leta 1968, dve leti kasneje pa so uspeli izdelati laser, ki je pri sobni temperaturi deloval neprekinjeno.
Za svoja odkritja sta leta 2000 Kroemer in Alfjoov dobila Nobelovo nagrado za fiziko.
Danes so polprevodniški laserji ena izmed najpomembnejših elektrooptičnih naprav in nepogrešljivi na različnih področjih. Njihov uspeh gre pripisati dejstvu, da za črpanje elektronov v višji energijski nivo ne potrebujemo visokih električnih napetosti.

## Načelo delovanja
V osnovi potrebuje diodni laser za svoje delovanje tako imenovani p-n stik. Najpreprostejši tak stik je meja med dvema območjema istega polprevodnika, kjer je v enem območju presežek elektronov (N-tip), v drugem pa pomanjkanje elektronov oziroma presežek vrzeli (P-tip). Prosti nosilci električnega naboja se neurejeno gibajo in ob takem stiku vrzeli prehajajo iz področja P v področje N, prosti elektroni pa iz področja N v področje P. Ob trku vrzeli s prostim elektronom pride do rekombinacije in v nekaterih primerih pride do oddaje fotona in pri dovolj nizkih temperaturah ali dovolj močnem električnem toku tako lahko dobimo diodni laser. Vendar so laserji, ki temeljijo na tako imenovanem homospoju, niso optimalni.
Bistven napredek predstavlja uporaba heterospoja, pri katerih uporabljamo različna polprevodnika, katerih kristalna struktura je zelo podobna, razlikujeta pa se po širini energijske špranje. Tak primer je stik GaAs in GaAlAs, v katerem del galijevih atomov nadomestimo z aluminijevimi, lahko pa obe snovi še dodatno dopiramo. V takem diodnem laserju je aktivna sredina GaAs, ki je stisnjena med dve plasti GaAlAs P in N tipa. Najpomembnejša lastnost te strukture je, da aktivni center deluje kot energijski potencial v obliki potencialne jame in elektroni ter vrzeli ostanejo ujeti v danem območju (ta pogoj pri običajnem p-n stiku ni izpolnjen). Energijski razkorak določimo pri dopiranju Al v GaAlAs.
Sistem vzbudimo tako, da na kontakte priključimo električno napetost (prepustna napetost), kar je glavna prednost teh naprav v primerjavi s konkurenčno tehnologijo. Stimulirano sevanje se pojavi zaradi presežka elektronov na N strani in primanjkljaja le-teh na P strani, kar povzroči obrnjeno zasedenost. Aktivna sredica zdaj deluje kot ojačevalec. Da bi dosegli čim večjo izsevano moč, je potrebno svetlobo omejiti na ožji del aktivne sredice, saj sevanje, ki zapusti aktivno sredico, ne vpliva na ojačanje. To dosežemo samo s pomočjo valovodnega učinka. Ta izhaja iz dejstva, da sta na meji aktivne sredice nezvezna prehoda v prevodni in valenčni pas, kjer je drugačen lomni količnik. Vlogo resonatorja, ki je nujen za doseganje nihanja, imajo v tem primeru polirani polprevodniški kristali, ki so pravokotni na ravnino skupnega kristala. Ker je pritok nosilcev naboja v heterspojnih laserjih v veliko ožjem območju kot pri enospojnih laserjih, je segrevanje materiala veliko manjše, posledično pa je tudi manjša poraba električne energije. Slaba stran takih laserjev pa je manjša skupna moč izsevane svetlobe. To se delno reši tako, da se izdela zaporedje takšnih struktur.

## Vrste polprevodniških laserjev
Poznamo dve vrsti polprevodniških laserjev. Mejno sevajoči (edge emitting) in površinsko sevajoči (surface emitting) laserji. Mejno sevajoči laserji imajo laserski snop vzporeden z ravnino P-N spoja, ogledala pa so narejena z uporabo površinskih kristalov na obeh koncih. Površinsko sevajoči laserji sevajo laserski snop pravokotno glede na normalno ravnino kristala. Tu uporabljajo Braggova reflektivna ogledala, ki so že vgrajena v strukturo.

## Materiali
Material, ki ga uporabimo pri izdelavi polprevodniškega laserja, določa valovno dolžino izsevane svetlobe. Najbolj pogosti materiali so spojine elementov iz III. skupine (Al, Ga, In) in V. skupine (N, P, As, Sb) periodnega sistema, ki jih dodatno dopiramo. Laserji iz te kategorije temeljijo na istem načelu kot GaAs laser. Ti laserji imajo zelo širok spekter valovnih dolžin od bližnje infrardečega spektra pa vse do vidne svetlobe. Druga skupina laserjev temelji na združevanju elementov iz II. in VI. skupine. Elementi iz II. skupine (Cd in Zn) prejemajo po dva elektrona, med tem ko elementi iz VI. skupine oddajajo po dva elektrona. Za heterostrukture tipično uporabimo snovi, kjer del atomov nadomestimo z drugimi in tako dosežemo, da sta si snovi po kristalni strukturi zelo podobni, vendar se razlikujeta po širini prepovedanega pasu.
| kemijska formula | valovna dolžina [nm] | uporaba                         |
| ---------------- | -------------------- | ------------------------------- |
| InN              | 405                  | predvajalniki Blu-ray           |
| InGaN            | 445                  | novejši projektorji             |
| AlGaAs           | 532                  | zeleni laserski kazalci         |
| AlGaInP          | 635                  | boljši rdeči laserski kazalci   |
| AlGaInP          | 650                  | predvajalniki DVD               |
| AlGaInP          | 670                  | cenejši laserski kazalci        |
| GaAlAs           | 785                  | predvajalniki CD                |
| GaAlAs           | 808                  | črpalka za DPSS Nd:YAG laserje  |
| InGaAs           | 980                  | črpalka za optične ojačevalnike |
| AlGaAs           | 1064                 | komunikacija po optičnih kablih |
| InGaAsP          | 1310                 | komunikacija po optičnih kablih |
| InGaAsP          | 1480                 | črpalka za optične ojačevalnike |
| InGaAsP          | 1550                 | komunikacija po optičnih kablih |
| InGaAsP          | 1625                 | komunikacija po optičnih kablih |

## Uporaba
Polprevodniški laserji se danes uporabljajo v številne namene. Rdeči laserji z nizko porabo energije in visoko kakovostjo svetlobnega snopa se uporabljajo za optično zapisovanje in branje podatkov iz zgoščenk. Predvajalniki CD uporabljajo AlGaAs laser z valovno dolžino 780 nm. Z njim lahko na kompaktni disk zapišemo do 650 MB podatkov. Predajalniki DVD uporabljajo AlGaInP laser z valovno dolžino 640 nm. Ta omogoča še večjo ločljivost zapisovanja, kar pomeni, da lahko na disk zapišemo še več podatkov. Rdeči laserji se še vedno uporabljajo kot označevalci, čitalci črtne kode, kazalci in pa tudi kot črpalni laser za Yb:YAG laser.
Diodni laserji se uporabljajo tudi za komunikacije po plastičnih optičnih kablih (POF). Ta način komunikacije je zaradi kratkega dosega bolj primeren za lokalna omrežja (doma ali v pisarni). Pri komunikacijah na daljše razdalje uporabimo laserje z valovno dolžino 1,55 mikronov. Tretja vrsta laserjev temelji na cinku in selenu, ki oddajajo svetlobo v modrem in zelenem spektru, to je pri valovnih dolžinah med 460 nm in 520 nm.
Zadnja in hkrati tudi najnovejša skupina polprevodniških laserjev temelji na galiju in dušiku. Ti laserji sevajo v modrem in ultravijoličnem spektru, kar omogoča visoko frekvenčno modulacijo. Z modri laserji valovne dolžine 405 nm lahko na (blu-ray) disk zapišejo tudi 20 GB podatkov.